# Artem Volodimirovics Milevszkij
Artem Volodimirovics Milevszkij vagy Artem Milevszkij (ukránul: Артем Володимирович Мілевський; belaruszul: Арцём Мілеўскі [Arcjom Milevszki]; Mozir, Szovjetunió, 1985. január 12. –) fehérorosz származású ukrán válogatott labdarúgó, csatár. 2021 szeptemberében visszavonult.

## Pályafutása

### Klubcsapatokban

#### Junior évek
Pályafutását Fehéroroszország fővárosában, Minszkben kezdte az alsóbb osztályú Zmina junior csapatában, majd a Boriszfenhez igazolt Ukrajnába. Ifjúsági éveit végül a legnevesebb ukrán korosztályos csapatban, a Dinamo Kijivben fejezte be.

#### Boriszfen Boriszpil
A tehetséges fiatal csatárt a fővárosi Dinamótól egykori nevelőegyesülete csábította vissza a harmadosztályú felnőtt tartalékcsapatába. Az ekkor még csak 16 éves Milevszkij 8 mérkőzésen 3 gólt szerzett a boriszpili Boriszfen színeiben, majd a kimagasló teljesítménynek köszönhetően visszatért a fővárosba.

#### Dinamo Kijiv
A szezon első felében a másodosztályú tartalékcsapatban pallérozódó 18 éves csatár 2003. május 17-én a Karpati Lviv ellen lépett először pályára élvonalbeli bajnoki mérkőzésen, amit a bajnoki szezon végéig még újabb 5 fellépés követett. A 2003–2004-es szezonban 7, a következő idényben már 16 mérkőzésen jutott szerephez az első számú csapatban. A bizalmat 3 góllal hálálta meg, mindkét szezonban bajnoki címet ünnepelt.
A 2006–2007-es szezonban 14 bajnoki mérkőzésen szerzett góllal, a nemzeti kupában 3 mérkőzésen, míg az UEFA-kupában 6 mérkőzésen szerzett 1 góllal járult hozzá a Dinamo nemzeti triplájához (bajnoki cím, kupagyőzelem és szuperkupa-győzelem), illetve UEFA-kupa-meneteléséhez.
A 2007–2008-as szezonban korábbi eredményessége elmaradt, 21 mérkőzésen mindössze 5 gólt szerzett, csapata a nagy rivális Sahtar Doneck mögött a második helyen zárt.
A 2008–2009-es szezon remekül kezdődött, hiszen előbb az ír Drogheda United ellen sorsdöntő büntetőt érvényesített, majd az „ősi” rivális Szpartak Moszkva ellen két gólt szerzett a 2008–2009-es UEFA-bajnokok ligája harmadik selejtezőkörében. A csapat a Bajnokok Ligája csoportkörében kiesett ugyan, azonban Milevszkij vezette csatársor az UEFA-kupa-elődöntőig juttatta a Dinamo Kijivet.
A Sahtar Doneck ellen a nemzetközi siker kapujában elbukott Dinamo a bajnokságban revansot vett: előbb a bajnoki címet gyűjtötte be, majd elhódította az ukrán szuperkupát. Milevszkij csapata egyik legeredményesebb játékosa lett, 24 mérkőzésen 10 gólt szerzett, sokáig a gólkirályi címért is harcban volt.

### Válogatottakban
Milevszkij az U16-os fehérorosz válogatottban kezdte válogatottbeli pályafutását, azonban a sikertelen U16-os Európa-bajnoki selejtezőt, illetve a Boriszfenhez történt igazolását követően az ukrán nemzeti színeket választotta.
Az ukrán nemzeti mezt először az U19-esek között öltötte magára, akikkel 2004-ben Európa-bajnoki elődöntős, egy évvel később pedig világbajnoki résztvevő volt.
Válogatottbeli pályafutásának egyik legszebb eredménye az U21-es Európa-bajnoksághoz kapcsolódik, ahol az ukrán korosztályos válogatott egészen a döntőig menetelt, Milevszkijt – Klaas-Jan Huntelaar csatárpárjaként – a torna csapatába választották.
A sikeres szereplést követően a Oleh Blohin meghívta a 2006-os labdarúgó-világbajnokság ukrán keretébe, majd 2006. június 19-én a Szaúd-Arábia elleni csoportmérkőzésen a legendás Andrij Sevcsenko cseréjeként debütált a válogatottban. A találkozó 4–0-s ukrán sikerrel zárult.
Első válogatottbeli góljára 2008. február 6-ig kellett várni, amikor egy Ciprus elleni barátságos mérkőzésen talált a hálóba.

#### Góljai az ukrán válogatottban
| #        | Dátum               | Ellenfél   | Eredmény | Kiírás              | Esemény     |
| -------- | ------------------- | ---------- | -------- | ------------------- | ----------- |
| 1.       | 2008. február 6.    | Ciprus     | 1 – 1    | barátságos mérkőzés | 46' 71'     |
| 2.       | 2009. február 10.   | Szlovákia  | 3 – 2    | barátságos mérkőzés | 83'         |
| 3. és 4. | 2009. szeptember 5. | Andorra    | 5 – 0    | Vb-selejtező        | 45+2' 90+1' |
| 5.       | 2010. október 8.    | Kanada     | 2 – 2    | barátságos mérkőzés | 46' 59'     |
| 6.       | 2011. február 8.    | Románia    | 2 – 2    | barátságos mérkőzés | 31' 64'     |
| 7.       | 2011. november 15.  | Ausztria   | 2 – 1    | barátságos mérkőzés | 18' 56'     |
| 8.       | 2012. május 28.     | Észtország | 4 – 0    | barátságos mérkőzés | 46' 50'     |

## Sikerei, díjai
- Dinamo Kijiv

Ukrán bajnok: 4 alkalommal (2003, 2004, 2007, 2009)
Ukránkupa-győztes: 4 alkalommal (2003, 2005, 2006, 2007)
Ukrán szuperkupa-győztes: 5 alkalommal (2004, 2006, 2007, 2009, 2011)
- Dinama Breszt

Fehérorosz kupa: 2 alkalommal (2016–17, 2017–18)
Fehérorosz szuperkupa: 1 alkalommal (2018)
- Ukrajna U21

U21-es Európa-bajnoki ezüstérmes: 2006

## Külső hivatkozások
- Artem Milevszkij adatlapja a Dinamo Kijiv hivatalos oldalán (ukránul)
- Artem Milevszkij adatlapja az ukrán válogatott oldalán (ukránul)
- Artem Milevszkij adatlapja az Premjer-liga oldalán (ukránul)